# Eugenia macnabiana
Eugenia macnabiana är en myrtenväxtart som först beskrevs av Carl Karl Wilhelm Leopold Krug och Ignatz Urban, och fick sitt nu gällande namn av Ignatz Urban. Eugenia macnabiana ingår i släktet Eugenia och familjen myrtenväxter.
Artens utbredningsområde är Jamaica. Inga underarter finns listade i Catalogue of Life.